# Spingarda

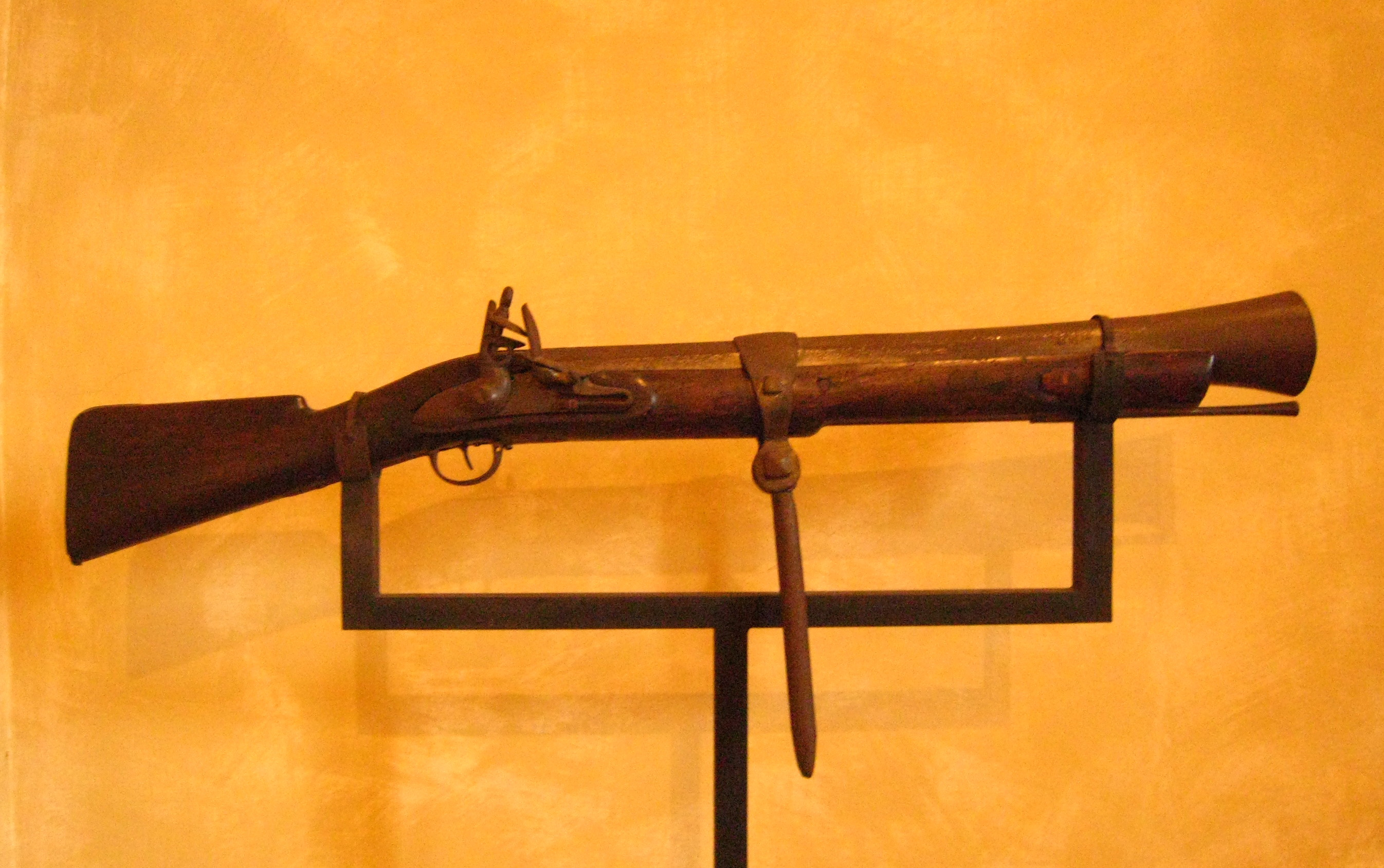
Una spingarda portatile

In origine la spingarda, chiamata anche springalda o spingardo (dal francese antico espringale, derivato del francone springan "saltare, balzare"), era una macchina da guerra del XIV secolo, a forma di grossa balestra, usata per lanciare grosse pietre o verrettoni.
Con l'invenzione della polvere da sparo e la costruzione di armi da fuoco, il termine passò ad indicare un pezzo leggero d'artiglieria che lanciava delle palle da cinque a sei libbre di peso, scendendo fino alle palle di sei once, e per la marina, anche di una sola ancia (sul tipo dello smeriglio).
Quelle più grandi erano fissate sopra cavalletti e trattenute con ceppi di legno. Quelle più piccole erano delle armi portatili e quasi manesche, come il fucile. Le grosse spingarde avevano un mascolo per mettervi la carica; le più piccole ne erano sprovviste, ed erano tutte di un sol pezzo come i cannoni. In ultimo furono anche chiamate archibusoni.
Le spingarde arrivarono a essere lunghe fino a 5 m e di calibro variabile da 21 a 82 mm.
In Italia non ebbe molta diffusione; veniva utilizzata di due tipi, quella da barchino, usata nei grandi laghi del nord, sul Po e nelle grandi aree allagate e la versione da appoggio, usata negli appostamenti fissi nel centro Italia per la caccia agli anatidi che venne vietata agli inizi degli anni '70.

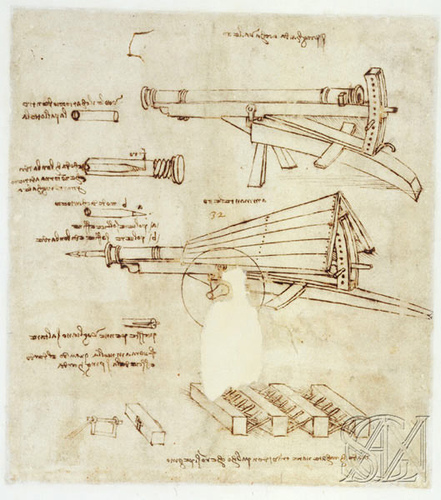
Spingarda a cavalletto progettata da Leonardo da Vinci.